# Байсеитов, Оспан
Оспан Байсеитов (каз. Оспан Байсейітов; 1910 год, аул Жарсу — 17 января 1977 год) — старший табунщик колхоза «Правда» Зайсанского района Восточно-Казахстанской области, Казахская ССР. Герой Социалистического Труда (1948).
Родился в 1910 году в крестьянской семье в ауле Жарсу. В 1920-е годы вступил в колхоз «Правда» Зайсанского района. Трудился чабаном. С 1943 года участвовал в Великой Отечественной войне. После демобилизации возвратился в Казахстан и продолжил трудиться конюхом в колхозе «Освобождение» и позднее — табунщиком в колхозе «Правда». Был назначен старшим табунщиком. Позднее работал в совхозе «Мичуринский» Зайсанского района.
В 1947 году бригада Оспана Байсеитова вырастила 74 жеребёнка от 74 кобыл. За получение высокой продуктивности животноводства в 1947 году удостоен звания Героя Социалистического Труда указом Президиума Верховного Совета СССР от 23 июля 1948 года с вручением ордена Ленина и золотой медали «Серп и Молот».
В 1949 году вырастил 80 жеребят от 80 кобыл, за что был награждён вторым орденом Ленина.
Работал в совхозе «Мичуринский» до своей кончины в 1977 году.
Награды
- Герой Социалистического Труда
- Орден Ленина — дважды (23.07.1948; 22.10.1949)
- Орден Красной Звезды (27.05.1945)
- Медаль «За отвагу» (16.04.1945)